# Mūsá Kalāyeh
Mūsá Kalāyeh (persiska: موسی کلایه) är en ort i Iran.   Den ligger i provinsen Gilan, i den norra delen av landet, 170 km nordväst om huvudstaden Teheran. Mūsá Kalāyeh ligger 1 101 meter över havet och antalet invånare är 805.
Terrängen runt Mūsá Kalāyeh är kuperad åt nordväst, men åt sydost är den bergig. Mūsá Kalāyeh ligger nere i en dal som går i öst-västlig riktning.Runt Mūsá Kalāyeh är det ganska tätbefolkat, med 134 invånare per kvadratkilometer. Närmaste större samhälle är Deylamān, 16,5 km väster om Mūsá Kalāyeh. Trakten runt Mūsá Kalāyeh består i huvudsak av gräsmarker.